# شهرستان همیلتون، ایلینوی
شهرستان همیلتون، (به انگلیسی: Hamilton County) شهرستانی در ایالت ایلنویز ایالات متحده امریکا و بر طبق سرشماری ۲۰۱۰ این شهرستان ۸۴۵۷ نفر جمعیت داشته‌است.
طبق سرشماری ۲۰۱۰، مساحت این شهرستان ۱۱۲۸٫۹ کیلومتر مربع وسعت داشته که از این مقدار ۰٫۲۸ درصد آب و ۹۹٫۷۲ درصد خشکی می‌باشد.
این شهرستان در ۱۸۲۱ از شهرستان وایت جدا شده و نام خود را الکساندر همیلتون، قهرمان جنگ‌های انقلاب امریکا و نخستین وزارت دارایی ایالات متحده گرفته‌است.
همسایگان این شهرستان عبارتند از:
- شمال: شهرستان وینه
- شمال‌شرق:
- شرق: شهرستان وایت
- جنوب‌شرق: شهرستان گالاتین
- جنوب: شهرستان سالین
- جنوب‌غرب:
- غرب: شهرستان فرانکلین
- شمال‌غرب: شهرستان جفرسون
- مکلنزبرو، ایلی‌نوی، مرکز شهرستان

## نگارخانه

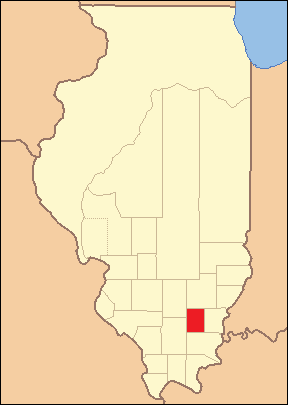